# Liechtensteiner Cup 1966/67
Der Liechtensteiner Cup 1966/67 war die 22. Austragung des Fussballpokalwettbewerbs der Herren in Liechtenstein. Der FC Vaduz konnte seinen im Vorjahr gewonnenen Titel erfolgreich verteidigen. 

## Teilnehmende Mannschaften
Folgende acht Mannschaften nahmen am Liechtensteiner Cup teil:
| - FC Schaan - FC Vaduz - FC Vaduz II - FC Ruggell | - FC Balzers - FC Balzers II - USV Eschen-Mauren - FC Triesen |

## 1. Vorrunde
Der FC Schaan, der FC Balzers, der FC Triesen und der FC Vaduz hatten für diese Runde ein Freilos.
|                   | Ergebnis |               |
| ----------------- | -------- | ------------- |
| USV Eschen-Mauren | 2:1      | FC Balzers II |
| FC Vaduz II       | 5:4      | FC Ruggell    |

## 2. Vorrunde
Der FC Triesen und der FC Vaduz hatten für diese Runde ein Freilos.
|            | Ergebnis |                   |
| ---------- | -------- | ----------------- |
| FC Schaan  | 3:2      | FC Vaduz II       |
| FC Balzers | 3:2      | USV Eschen-Mauren |

## Halbfinale
|           | Ergebnis |            |
| --------- | -------- | ---------- |
| FC Vaduz  | 5:1      | FC Balzers |
| FC Schaan | 2:6      | FC Triesen |

## Spiel um Platz 3
Das Spiel um Platz 3 fand am 18. Juni 1967 in Vaduz statt.
| Datum      |           | Ergebnis |            |
| ---------- | --------- | -------- | ---------- |
| 18.06.1967 | FC Schaan | 4:3      | FC Balzers |

## Finale
Das Finale fand am 18. Juni 1967 in Vaduz statt.
| Datum      |          | Ergebnis  |            |
| ---------- | -------- | --------- | ---------- |
| 18.06.1967 | FC Vaduz | 2:1 n. V. | FC Triesen |